# Simeon Bekbulatovič
Simeon Bekbulatovič (rusko Симеон Бекбулатович, Simeon Bekbulatovič), rojen kot Sain Bulat (rusko Саин-Булат, Sain-Bulat, tatarsko ساین بولاط), je bil ruski politik tatarskega porekla, ki je leta 1567—1573 vladal kot kan Kasimskega kanata, leta 1575—1576 kot marionetni veliki knez vseh Rusov in leta 1576-1585 kot veliki tverski knez, * neznano, † 5. februar 1616, Moskva, Moskovska velika kneževina.
Rojen je bil v muslimanski družini. Leta 1573 se je spreobrnil v pravoslavno vero in postal pomočnik Ivana IV. Groznega. V livonski vojni je poveljeval vélikemu polku (bolšoj polk) moskovske armade. Ivan IV. je leta 1575 nameraval odstopiti in je  za velikega kneza vseh Rusov imenoval Simeona, oblast pa  je de facto obdržal v svojih rokah. Ko se je leto kasneje vrnil na prestol, je Simeona imenoval za velikega kneza Tvera in Toroka, kjer je vladal do leta 1585. Leta 1595 je oslepel ali so ga oslepili in leta 1606 kot menih Štefan odšel v samostan.

## Življenje
Simeon je bil v primarnih virih prvič omenjen v Dopolnilu nikonskega letopisa za leto 1561 kot Sail-Bulat in eden od spremljevalcev svoje tete, princese Kočenej, na njeni poroki z Ivanom IV. Najzgodnejši dokaz, da je bil kan Kasimskega kanata, je izjava ruskega ambasadorja v Konstantinoplu Ivana Novosilceva osmanskemu sultanu Selimu II. iz leta 1570.
Septembra ali oktobra 1575 je Ivan IV. imenoval Simeona za velikega kneza vseh Rusov, sebe pa skromno preimenoval v Ivana Moskovskega. Zgodovinarji imajo o njegovih imenovanjih različna mnenja. Najbolj priljubljena je teorija Gilesa Fletcherja starejšega (okoli  1548–1611), ki je trdil, da je Ivan nameraval zapleniti zemljiške posesti samostanov, ne da bi nase pritegnil jezo  Cerkve. Odloke o zaplembi je izdal Simeon, Ivan pa se je pretvarjal, da se s tem ne strinja. Med enoletnim vladanjem v Moskovskem kremlju se je Simeon poročil z Anastazijo Mstislavsko, pravnukino Ivana III.
Leta 1576 se sestopil s položaja velikega kneza vseh Rusov in bil imenovan za velikega kneza Tvera in Toržoka. Leta 1585 je car Fjodor I. Ivanovič ukinil položaj velikega kneza Tvera in Toržoka in Simeonovo oblast omejil na posest Kušalov. 
Leta 1595 je Simeon oslepel. Jacques Margeret trdi, da je Simeon za svojo slepoto krivil vino, ki mu ga je za rojstni dan poslal Boris Godunov. Ko je bil Boris leta 1598 izvoljen za carja, je od dvorjanov zahteval podpisano prisego zvestobe, v kateri je bila tudi izjava, da Simeona ne bodo priznali za carja ali se z njim dopisovali. Lažni Dimitrij I. je od Simeona zahteval, da se tonzurira in kot menih Štefan 3. aprila 1606 vstopi v Kirilo-Belozerski samostan. Ko je bil za carja izvoljen Vasilij  IV., je 29. maja 1606  ukazal, da se starosta Štefan preseli v Solovski samostan. 
Leta 1612 je bil Štefan z dekretom kneza D.M. Požarskega in "po nasvetu vse dežele" (zemskij sobor) poslan nazaj v Kirilo-Belozerski samostan. Pod carjem Mihaelom Fjodorovičem se je vrnil v Moskvo v Simonov samostan, kjer je leta 1616 umrl. Pokopali so ga v Simonovem samostanu ob njegovi  ženi, ki je umrla 7. junija 1607 kot nuna Aleksandra.